# Крумово (Крумово)
Вижте пояснителната страница за други значения на Крумово.
ФК Крумово е футболен отбор от едноименното пловдивско предградие. Създаден е през 50-те години на 20 век под името Септември. Цветовете на отбора са червено и черно. Състезава в Южната „Б“ Областна група. След сезона 2003/2004 г., когато клуба заема последното 10-о място в групата отборът е разформирован. През 2006 е възстановен и завършва на 8-о място в южната „Б“ ОФГ-Пловдив, а през следващия сезон 2007/2008 заема 11-о място в класирането. Преди старта на настоящето първенство отбора на „Крумово“ се отказа от участие и прекрати съществуването си. Домакинските си срещи играе на стадион „Кабата“.